# Заперечення нормальної форми
В математичній логіці, формула є запереченням нормальної форми, якщо заперечення утворене оператором ({\displaystyle \lnot }, не), який може бути записаний або сам, або з логічними операторами: кон'юнкції ({\displaystyle \land }, і) і диз'юнкція ({\displaystyle \lor }, або).
Заперечення нормальної форми не є канонічною формою: наприклад, {\displaystyle a\land (b\lor \lnot c)} і {\displaystyle (a\land b)\lor (a\land \lnot c)} є еквівалентними, і обидва знаходяться в запереченні нормальній формі.
У класичній логіці і багатьох видах модальної логіки, кожна формула може бути приведена в цю форму, замінивши наслідки і еквівалентності їх визначеннями, використовуючи закони де Моргана, щоб підштовхнути запереченням до середини, і усунення подвійних заперечень. Цей процес можна представити за допомогою наступних правил переписування (Handbook of Automated Reasoning 1, с 204.):
{\displaystyle A\Rightarrow B\to \lnot A\lor B}
{\displaystyle \lnot (A\lor B)\to \lnot A\land \lnot B}
{\displaystyle \lnot (A\land B)\to \lnot A\lor \lnot B}
{\displaystyle \lnot \lnot A\to A}
{\displaystyle \lnot \exists xA\to \forall x\lnot A}
{\displaystyle \lnot \forall xA\to \exists x\lnot A}
Формула заперечення нормальної форми може бути використана в більш сильному КНФ або ДНФ шляхом застосування дистрибутивності.

## Приклади і контрприклади
Наступні формули усі в запереченні:
{\displaystyle (A\vee B)\wedge C}
{\displaystyle (A\wedge (\lnot B\vee C)\wedge \lnot C)\vee D}
{\displaystyle A\vee \lnot B}
{\displaystyle A\wedge \lnot B}
Перший приклад в кон'юнктивній нормальній формі, а останні два в обох КНФ і ДНФ, але другий приклад ні в одному.
Наступні формули не в запереченні:
{\displaystyle A\Rightarrow B}
{\displaystyle \lnot (A\vee B)}
{\displaystyle \lnot (A\wedge B)}
{\displaystyle \lnot (A\vee \lnot C)}
Вони відповідно еквівалентні такими формулами з запереченням як:
{\displaystyle \lnot A\vee B}
{\displaystyle \lnot A\wedge \lnot B}
{\displaystyle \lnot A\vee \lnot B}
{\displaystyle \lnot A\wedge C}